# Senador Camará
 (novembre 2013).
Si vous disposez d'ouvrages ou d'articles de référence ou si vous connaissez des sites web de qualité traitant du thème abordé ici, merci de compléter l'article en donnant les références utiles à sa vérifiabilité et en les liant à la section « Notes et références ».
Senador Camará est un quartier de classe moyenne inférieure situé dans la zone ouest de la ville du Rio de Janeiro, au Brésil. Le nom du quartier est un hommage au sénateur de la République Otacílio de Carvalho Camará, qui a été sénateur entre 1919 e 1920. Le quartier est desservi par la gare de train du même nom.
Selon l'Institut brésilien de géographie et de statistiques (IBGE), le quartier possédait 111.231 habitants en 2000, dont la grande majorité d'entre eux habite dans des ensembles de logements collectifs insalubres, ou dans des favelas. Le indice de développement humain (IDH) du quartier est l'un des plus bas de la ville, placé dans la position 105 parmi les 126 régions analysées. Le quartier connaît aussi un haut taux de crimes et de violence, soit la Favela Coréia l'une des plus violentes.

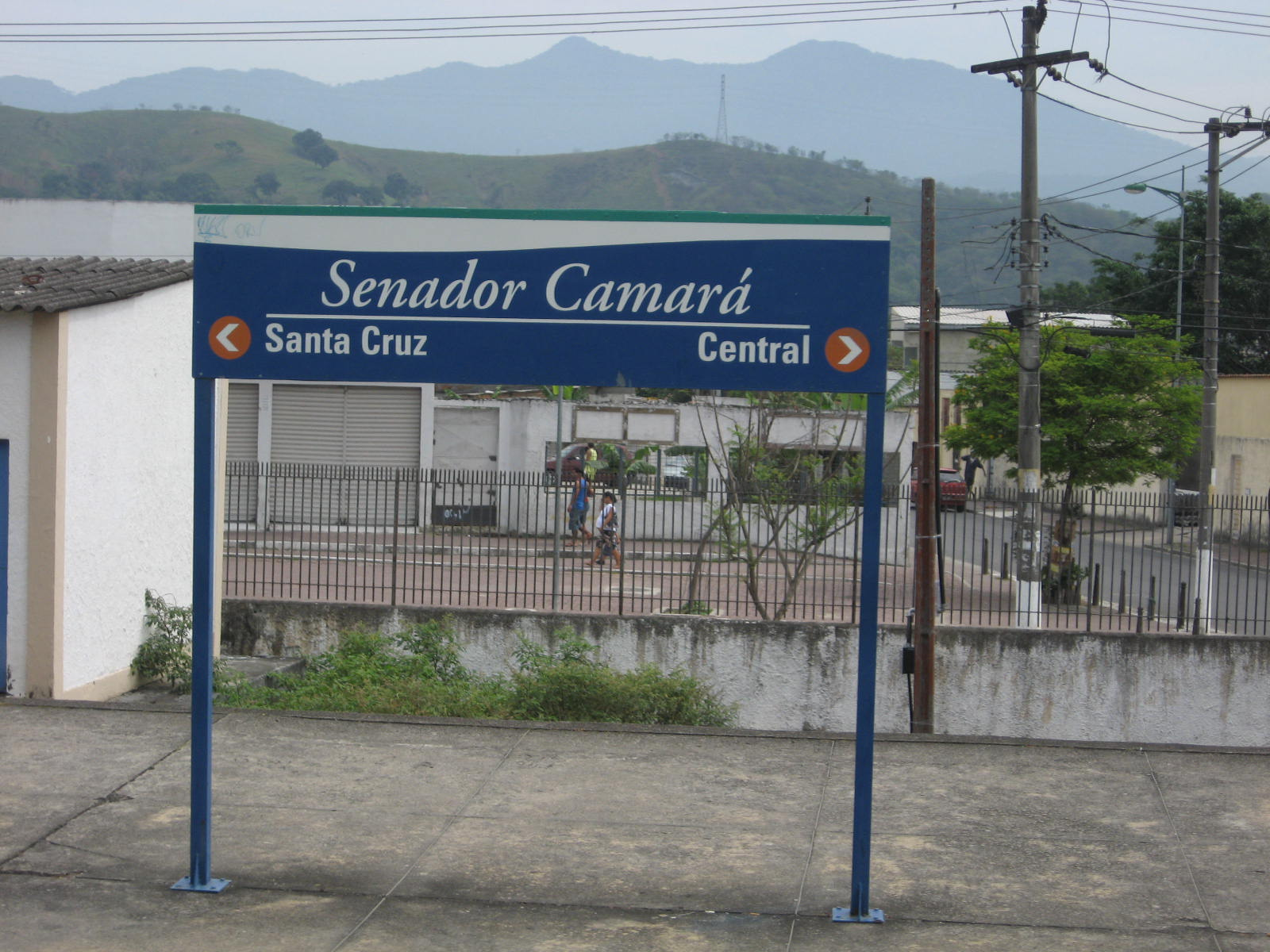
Vue de la gare de train